# Dwarskersbos
Dwarskersbos è una località costiera sudafricana situata nella municipalità distrettuale di West Coast nella provincia del Capo Occidentale.

## Geografia fisica
Il centro abitato si affaccia sull'oceano Atlantico a nord della foce del fiume Berg e della cittadina di Velddrif a circa 140 chilometri a nord di Città del Capo.